# Музыкантши
«Музыкантши» — картина нидерландского художника XVI века, известного под условным именем Мастер женских полуфигур, из собрания Государственного Эрмитажа с авторскими повторениями из замка Рорау и Музея искусств округа Лос-Анджелес.
Картина написана в мастерской неизвестного художника, работавшего в Антверпене в первой половине XVI века и условно называемого Мастером женских полуфигур. Его имя не установлено, а работы характеризуются индивидуальным, присущим только ему и его ученикам, «почерком».
На картине изображены три молодые девушки, дающие домашний концерт — сюжет, получивший большое распространение в нидерландской живописи с начала XVI века. Они находятся в комнате с резными деревянными панелями, у окна. В центре за столом сидит девушка, играющая на флейте, перед ней лежит раскрытая нотная книга и дальше ещё две закрытые книги, возле которых расположен двойной футляр для флейты. Справа за флейтисткой стоит девушка, играющая на лютне; слева — поющая девушка, которая держит в руках лист с нотной записью. На стене висит футляр от лютни. В правом нижнем углу красной краской нанесены цифры 2809 — они соответствуют номеру картины в эрмитажном каталоге 1797 года.
Раскрытая нотная книга содержит арию на французском языке, музыка Клодена де Сермизи, стихи Клемана Маро, опубликованные в Париже в 1529 году. Текст гласит (последняя строка стихотворения на картине отсутствует и помещена в скобках для связности текста):
 Jouissance vous donneray

Mon amy et vous maineray

Là où pretend votre espérance

Vivante ne vous laissaray

Encore quand morte seray

(L’esprit en aura souvenance.)
 Я дам вам радость, 

Мой друг, и поведу вас туда, 

Куда стремится ваша надежда; 

Пока я жива, я не покину вас,

Даже когда я умру, 

(Душа моя сохранит о вас память).
Советский и российский музыкант А. Е. Майкапар изучил нотную запись на картине и пришёл к выводу, что «у певицы партия сопрано, флейтистка играет по теноровой партии, а лютнистка аккомпанимирует по памяти, не глядя в ноты».
При исследовании картины в инфракрасных лучах под живописным слоем было выявлено изображение чернильницы, располагавшейся на краю стола левее нот. Пятно на месте чернильницы заметно и невооружённым глазом.
Картина написана после 1529 года либо самим Мастером женских полуфигур, либо кем-то из его учеников, когда было опубликовано стихотворение Маро, и не позже середины XVI века, поскольку работы Мастера женских полуфигур после этого времени неизвестны. История картины также неизвестна, она поступила в Эрмитаж между 1763 и 1773 годом из неустановленного источника. 
В каталоге собрания императрицы Екатерины I 1773 года картина значилась как работа Ганса Гольбейна-младшего; в каталоге Эрмитажа 1863 года автором указан неизвестный художник фламандской школы; Г. Ф. Вааген в 1864 году счёл, что это работа «современника Яна Мостарта»; П. П. Семёнов-Тан-Шанский предположил что автором был Ян ван Хемессен; в каталоге 1902 года значится неизвестный художник нидерландской школы XVI века. И, наконец, начиная с каталога Эрмитажа 1916 года картина значится работой Мастера женских полуфигур.
Картина выставляется в здании Малого Эрмитажа в зале 262 (бывшая Романовская галерея).
В Музее искусств округа Лос-Анджелес имеется авторское повторение картины, отличающееся от эрмитажной работы деталями. В частности, позы девушек немного изменены, на стене вместо футляра от лютни висит сама лютня, через открытое окно виден пейзаж, на столе лежат три закрытых нотных книги. Эта картина находилась в коллекции Вари и Ханса Конов и в 1991 году была подарена ими музею.
Ещё один авторский вариант имеется в коллекции графов Гаррахов и выставляется в замке Рорау, Австрия. Эта картина гораздо ближе к эрмитажной и отличается более светлым колоритом, деталями одежды и головными уборами девушек, также присутствует чернильница, закрашенная в эрмитажной версии. Н. Н. Никулин считал этот вариант лучшим из всех существующих.
Советский искусствовед Н. Н. Никулин в своём обзоре нидерландского искусства XV—XVI веков писал об эрмитажном варианте картины:

Картина «Музыкантши» является одной из самых характерных работ Мастера женских полуфигур. Изящные позы музицирующих женщин, грациозные движения тонких нежных пальцев, нарядные платья, сшитые по моде XVI века, драгоценные украшения, а также колорит — блестящие, несколько холодные краски, напоминающие эмаль, — всё это придаёт облику музицирующих изысканность и элегантность.